# Port lotniczy Yelimane
Port lotniczy Yélimané (IATA: EYL, ICAO: GAYE) – port lotniczy, położony w Yélimané, w Mali.